# Lagonosticta
Lagonosticta és un gènere d'ocells de la família dels estríldids (Estrildidae). Es distribueixen pel continent africà

## Taxonomia i etimologia
El gènere va ser descrit per l'ornitòleg alemany Jean Cabanis el 1851. Posteriorment, l'amarant fosc va ser designat l'espècie tipus.
El gènere Lagonosticta és germà de l'estrilda pigallada, que es classifica dins del seu propi gènere Clytospiza.
A partir de l'any 2023, l'amarant de Landana (Lagonosticta landanae) es considera subspècie de l'amarant fosc a causa de diferències insignificants en el plomatge (Payne 2004; del Hoyo & Collar 2016; HBW/BirdLife).
El nom combina les paraules del grec antic «lagōn» que significa “flanc” i «stiktos», “tacat”.
Segons la Classificació del Congrés Ornitològic Internacional (versió 15.1, 2025) aquest gènere està format per 10 espècies:
- Lagonosticta senegala - amarant del Senegal.
- Lagonosticta rubricata - amarant fosc.
- Lagonosticta rhodopareia - amarant de Jameson.
- Lagonosticta virata - amarant de Mali.
- Lagonosticta sanguinodorsalis - amarant roquer.
- Lagonosticta umbrinodorsalis - amarant del Txad.
- Lagonosticta rara - amarant ventrenegre.
- Lagonosticta rufopicta - amarant del Sahel.
- Lagonosticta nitidula - amarant bru.
- Lagonosticta larvata - amarant caranegre.